# Cnesmocarpon discoloroides
Cnesmocarpon discoloroides är en kinesträdsväxtart som beskrevs av F. Adema. Cnesmocarpon discoloroides ingår i släktet Cnesmocarpon och familjen kinesträdsväxter. Inga underarter finns listade i Catalogue of Life.